# کوتسوزا گورنا
کوتسوزا گورنا (به لهستانی:  Kocudza Górna) یک روستا در لهستان است که در گمینا زوولا واقع شده‌است.